# Přímý vůz
Přímý vůz je vůz, který je v průběhu cesty v některé mezilehlé stanici nebo na konci spoje zařazen do jiného vlaku a pokračuje do jiné cílové stanice než původní vlak. Přímý vůz umožňuje cestujícím pohodlnější cestování bez přestupu.
V jízdním řádu je vlak s přímými vozy označen zvláštním symbolem a textem přímý vůz do...